# بانک مدیچی
بانک مدیچی (انگلیسی: Medici Bank) نهادی مالی ایجاد شده از سوی خاندان مدیچی در ایتالیا در قرن پانزدهم (۱۳۹۷–۱۴۹۴) بود. این بانک در اوج خود بزرگترین و معتبرترین بانک در اروپا بود. تخمین‌هایی موجود است که بر اساس آن خاندان مدیچی در دوره ای، ثروتمندترین خانواده در اروپا بودند. تخمین ثروت آنان به پول امروزی دشوار و نادقیق است، با توجه به این آنان آثار هنری، زمین و طلا داشتند. این خانواده با این ثروت ابتدا در جمهوری فلورانس و سپس در حوزه‌های وسیعتری از ایتالیا و اروپا قدرت سیاسی به دست آوردند.